# 공범자들
《공범자들》은 2017년에 개봉한 대한민국의 다큐멘터리 영화이다.

## 줄거리
2008년 정연주 KBS 사장 퇴진부터 시작된 보수 정권의 공영방송 장악의 역사를 담았다. 공영방송의 기자들이 현장에서 쫓겨나고, '기레기'라는 소리를 듣게 된 이유에 대한 스토리다. 2017년 10월 20일부터 2주간 뉴스타파에서 무료로 공개한적이 있다.

## 등장인물
- 이명박 전 대통령
- 김재철, 김종국, 안광한, 김장겸 전 MBC 사장, 백종문 전 부사장
- 박상후 세월호 침몰 사고 당시 MBC 보도국 전국부장
- 길환영 전 KBS 사장, 현 자유한국당 소속
- 고대영 전 KBS 사장
- 최승호 당시 MBC 해직PD, 당시 뉴스타파 소속 PD, 현 문화방송 사장(감독)
- 김보슬 PD수첩 광우병 파동 당시 PD수첩 PD
- 이용마 MBC 기자, 박성제 MBC 보도국 취재센터장(두 사람은 개봉 당시 MBC 해직 기자였음)
- 성재호 전국언론노동조합 KBS본부장
- 김연국 전국언론노동조합 MBC본부장
- 배현진 전 MBC 아나운서, MBC 보도국 국제부 기자, 현 미래통합당(옛 자유한국당) 소속
- 정연주 전 KBS 사장
- 김미화(방송인, 코미디언)
- 윤도현(YB, 가수)
- 손석희 당시 MBC 100분 토론 진행자, 현 JTBC 보도부문사장
- 박대기 KBS 기자
- 신경민 전 MBC 뉴스데스크 앵커, 현 더불어민주당 의원
- 김태호 MBC PD, 무한도전 연출, 현 MBC 예능본부 예능5부장
- 이근행 전 언론노조 MBC본부장, 전 뉴스타파 대표, 현 MBC 시사교양본부장
- 김용진 당시 KBS 보도국 탐사보도팀장, 현 뉴스타파 대표
- 그 외 김시곤 전 KBS 보도국장, 박길배 당시 서울중앙지검 검사 등 다수의 인물 출연